# Brass Knuckles
Brass Knuckles (в превод Бокс) е петият студиен албум на американския рапър Нели, който след няколко отлагания се очаква да излезе на 24 юни 2008 г. Потвърдено е участието в албума на изпълнители като Снууп Дог, Ейкън, Ашанти, Ейвъри Сторм, LL Cool J, Лил Уейн, T.I. и др. Възможно е участието и на Брус Спрингстийн, Марая Кери и Джанет Джаксън.